# Parque Nacional Natural Munchique
Parque Nacional Natural Munchique är en nationalpark i Colombia. Den ligger i departementet Cauca, i den västra delen av landet, 400 km sydväst om huvudstaden Bogotá.